# Mosquito d'Horta
Mosquito d'Horta es una localidad caboverdiana del municipio de Ribeira Grande de Santiago.

## Geografía
La localidad está situada en la isla Santiago.

## Organización territorial
La localidad abarca los lugares y barrios de:
- Montinho
- Mosquito d'Horta
- Mosquito Grande